# Torre del Carabassí (Santa Pola)
La torre del Carabassí es una torre de vigilancia costera  ubicada en la sierra del cabo de Santa Pola (Alicante, España), cerca de la costa mediterránea y del límite norte entre los municipios de Santa Pola y Elche. Edificada con muros de mampostería y de forma cilíndrica, en la actualidad se encuentra en ruinas, aunque ha sido declarada Bien de Interés Cultural por el Consell de la Generalitat Valenciana.